# Ferdynandów (Lublin)
Pour les articles homonymes, voir Ferdynandów.
Ferdynandów (prononciation : [fɛrdɨˈnanduf]) est un village polonais de la gmina d'Adamów dans le powiat de Łuków de la voïvodie de Lublin dans l'est de la Pologne.
Il se situe à environ 11 kilomètres au sud d'Adamów (siège de la gmina), 31 kilomètres au sud-ouest de Łuków (siège du powiat) et 53 kilomètres au nord-ouest de Lublin (capitale de la voïvodie).
Le village comptait approximativement une population de 178 habitants en 2009.

## Histoire
De 1975 à 1998, le village est attaché administrativement à l'ancienne voïvodie de Siedlce.

Depuis 1999, il fait partie de la nouvelle voïvodie de Lublin.